# Лос-Анхелес (Чили)
Лос-А́нхелес (исп. Los Ángeles) — город в Чили. Административный центр одноимённой коммуны и провинции Био-Био. Население — 117 972 человека (2002). Город и коммуна входит в состав провинции Био-Био и области Био-Био.
Территория коммуны — 1748,2 км². Численность населения — 187 255 жителей (2007). Плотность населения — 107,11 чел./км².

## Расположение
Город расположен в 95 км юго-восточнее административного центра области — города Консепсьон.
Коммуна граничит:
- на севере — с коммунами Кабреро, Юнгай
- на северо-востоке — с коммуной Тукапель
- на востоке — с коммуной Кильеко
- на юго-востоке — с коммуной Санта-Барбара
- на юге — с коммуной Мульчен
- на юго-западе — с коммуной Негрете
- на западе — с коммуной Насимьенто
- на северо-западе — с коммунами Лаха, Юмбель

## Демография
Согласно сведениям, собранным в ходе переписи Национальным институтом статистики, население коммуны составляет 187 255 человек, из которых 92 247 мужчин и 95 008 женщин.
Население коммуны составляет 9,44 % от общей численности населения области Био-Био. 25,45 % относится к сельскому населению и 74,55 % — городское население.

### Важнейшие населённые пункты коммуны
- Лос-Анхелес (город) — 117 972 жителя
- Санта-Фе (посёлок) — 2040 жителей
- Сан-Карлос-де-Пурен (посёлок) — 1250 жителей
- Вилья-Генесис (посёлок) — 1142 жителя
- Мильянту (посёлок) — 1041 житель

## Культура
В городе находится кампус (студенческий городок) университета Консепсьона — одного из самых престижных в стране.